# Genastorps kraftverk
Genastorps kraftverk är ett vattenkraftverk byggt 1969 vid Helge å vid Östra Genastorp i Osby kommun. Det byggdes och ägs av Uniper Sverige AB,som tidigare gått under namnen Eon Sverige och Sydkraft.
Genastorps kraftverk är ett av Uniper Sveriges åtta kraftverk nedströms Osbysjön, vilka tillsammans helt utnyttjar hela fallhöjden i Helge å nedströms Osbysjön. Fallhöjden på hela denna sträcka är 70 meter, varav Genastorp svarar för cirka 17 meter. Tillsammans har kraftverken en maximal effekt på ungefär 28 MW, varav Genastorp står för 6,7 MW . Tillsammans producerar alla kraftverken i Helgeåns skånska del omkring 110 GWh under ett normalår, varav Genastorp kraftverk svarar för 25 GWh/år.